# ADAT

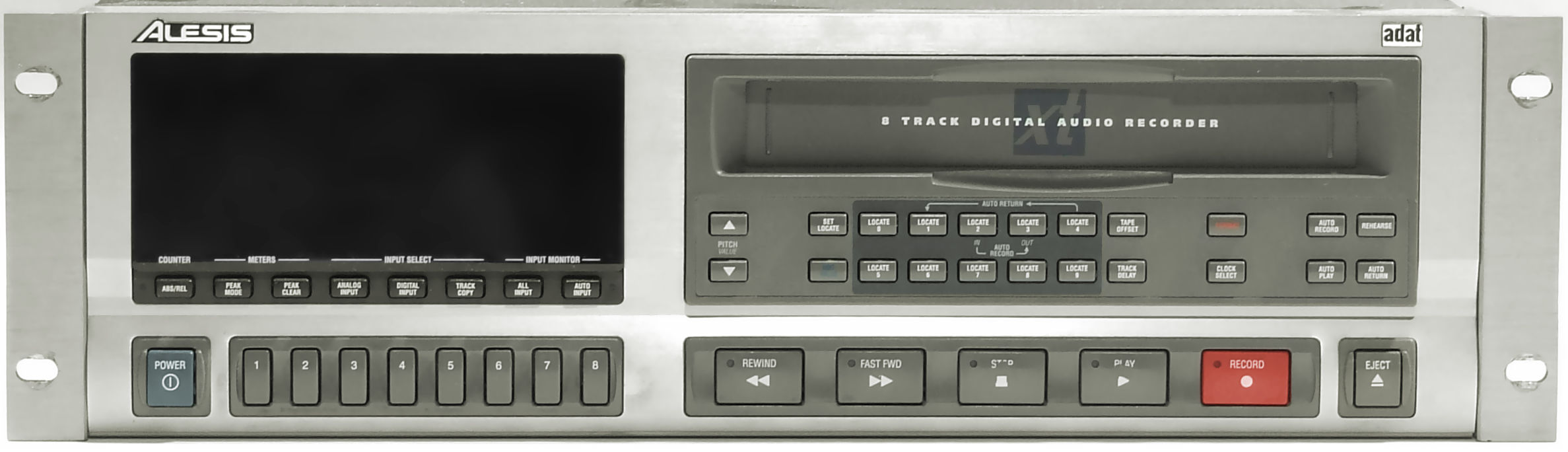
Un registratore ADAT XT da 8 canali

L'Alesis Digital Audio Tape, anche detto ADAT, introdotto inizialmente nel 1991, nacque allo scopo di registrare contemporaneamente otto tracce di audio digitale per volta, utilizzando come supporto un nastro magnetico Super VHS, un formato di nastro simile a quello che ritroviamo sui comuni videoregistratori.
Grazie alla sincronizzazione di diversi dispositivi ADAT è possibile registrare un elevato numero di tracce audio.
Nonostante ciò fosse consentito già da alcuni precedenti dispositivi, le macchine ADAT furono le prime ad implementare un sistema molto preciso di temporizzazione dei campioni, che consentì ai tecnici di studio di acquistare, otto tracce alla volta, un registratore a nastro a 24 tracce. Tale capacità, unita al loro prezzo competitivo, furono i motivi che portarono allo sviluppo degli studi di registrazione in tutti gli anni 1990.

## Caratteristiche
Il termine "ADAT" è usato altresì come abbreviazione per il protocollo ADAT Lightpipe, capace di trasferire 8 tracce su una singola fibra ottica. Lo standard ADAT, che non è strettamente legato a questa tipologia di dispositivi, è ad oggi utilizzato da convertitori analogico-digitali, schede audio per Digital Audio Workstation (DAW), effetti esterni, ecc. Uno dei più grandi vantaggi nell'utilizzo dello standard ADAT rispetto allo S/PDIF o all'AES/EBU, consiste nella capacità di trasportare fino ad otto canali audio su un singolo canale di trasmissione dati. Lo standard AES10 (MADI) può ad oggi trasportare fino a 64 canali.

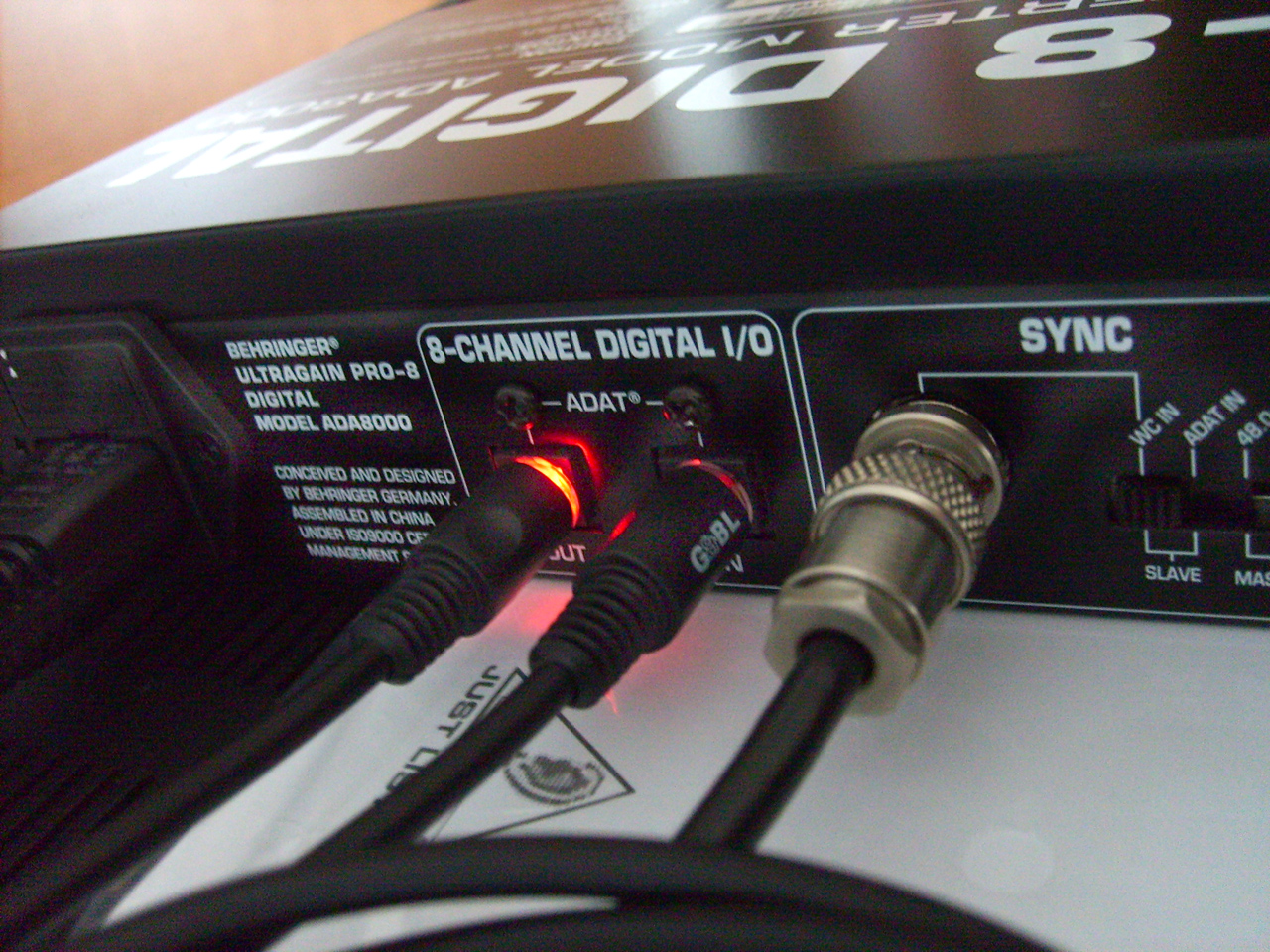
Collegamento ADAT ottico 8 canali in ingresso e 8 canali in uscita

Negli anni sono stati prodotti molti dispositivi ADAT. L'ADAT originale (meglio conosciuto come Blackface) e l'ADAT XT, entrambi con una capacità di registrazione di 16 bit per campione (ADAT di Tipo 1). Le macchine di ultima generazione, la XT-20, LX-20 e la M-20, supportano 20 bit per singolo campione (ADAT di Tipo 2). Tutte queste macchine utilizzano supporti a nastro di alta qualità di tipo S-VHS. 
I nastri formattati con lo standard di Tipo 1 possono essere letti e scritti dalla maggior parte dei dispositivi odierni, ma non viceversa. I registratori attuali possono lavorare a due frequenze di campionamento di 44,1 kHz o 48 kHz, concordemente allo standard audio comunemente accettato, nonostante il primo modello originale potesse farlo solo a 48 kHz. Molte apparecchiature più recenti permettono un pitch control semplicemente variando la velocità di lettura dei campioni, cioè la velocità del nastro.
Grazie alla scrittura di punti di localizzazione, fu possibile memorizzare l'esatta posizione del nastro, rendendo estremamente facile l'individuazione di specifiche istanze della registrazione. Usando le funzioni di Auto Play e Auto Record si poté inserire parti di registrazione in determinati punti esatti, invece che affidandosi alla capacità dell'uomo di individuare la posizione precisa del nastro.
L'unità ADAT può essere controllata esternamente usando l'Alesis LRC (Little Remote Control), connesso al dispositivo ADAT tramite un connettore a Jack. Questo telecomando permette il controllo del transport ed altre funzioni di uso comune. In alternativa può essere usato il BRC (Big Remote Control), che comprende più funzioni di quante lo stesso ADAT disponga, come l'assegnazione di un altro nome al brano, l'inserimento di ulteriori punti di localizzazione e di Timecode MIDI per la sincronizzazione.
L'ADAT è un formato professionale e, nonostante sia stato progressivamente sostituito dalle Digital Audio Workstation (DAW), è ancora ampiamente usato nell'industria della registrazione discografica. Grazie alla sua grande affidabilità, tale standard è ancora usato a scopo scientifico, o per il comando di spettacoli con luci a Laser.
Nonostante in origine l'ADAT fosse vincolato ad un formato di registrazione su nastro, oggi tale termine viene utilizzato per i suoi successori, come l'Alesis HD24. Questo è stato il passo successivo verso un registratore audio multitraccia stand-alone, e verso funzioni di registrazione su hard disk in sostituzione al nastro ADAT originario, considerato oggi obsoleto.

## Il Bit Splitting
Si tratta di una estensione dello standard ADAT, che consente la registrazione di un flusso 8 canali/24 bit su 2 registratori ADAT da 8 canali/16 bit

## Lo SMUX
Si tratta di una estensione, creata da Sonorus, dello standard ADAT, precisamente una estensione nella frequenza di campionamento. 
- Con l'estensione SMUX II si può arrivare a 88,2 kHz o 96 kHz, riducendo a 4 il numero di canali.
- Con l'estensione SMUX IV si può arrivare a 176,4 kHz o 192 kHz, riducendo a 2 il numero di canali.